# Vietnamese Standard Code for Information Interchange
Le VISCII (Vietnamese Standard Code for Information Interchange) est une page de code conçue pour représenter le quôc ngu, l'écriture vietnamienne.
| VISCII | VISCII | VISCII | VISCII | VISCII | VISCII | VISCII | VISCII | VISCII | VISCII | VISCII | VISCII | VISCII | VISCII | VISCII | VISCII | VISCII |
| ------ | ------ | ------ | ------ | ------ | ------ | ------ | ------ | ------ | ------ | ------ | ------ | ------ | ------ | ------ | ------ | ------ |
|        | x0     | x1     | x2     | x3     | x4     | x5     | x6     | x7     | x8     | x9     | xA     | xB     | xC     | xD     | xE     | xF     |
| 0x     | NUL    | SOH    | Ẳ      | ETX    | EOT    | Ẵ      | Ẫ      | BEL    | BS     | HT     | LF     | VT     | FF     | CR     | SO     | SI     |
| 1x     | DLE    | DC1    | DC2    | DC3    | Ỷ      | NAK    | SYN    | ETB    | CAN    | Ỹ      | SUB    | ESC    | FS     | GS     | Ỵ      | US     |
| 2x     | SP     | !      | "      | #      | $      | %      | &      | '      | (      | )      | *      | +      | ,      | -      | .      | /      |
| 3x     | 0      | 1      | 2      | 3      | 4      | 5      | 6      | 7      | 8      | 9      | :      | ;      | <      | =      | >      | ?      |
| 4x     | @      | A      | B      | C      | D      | E      | F      | G      | H      | I      | J      | K      | L      | M      | N      | O      |
| 5x     | P      | Q      | R      | S      | T      | U      | V      | W      | X      | Y      | Z      | [      | \      | ]      | ^      | _      |
| 6x     | `      | a      | b      | c      | d      | e      | f      | g      | h      | i      | j      | k      | l      | m      | n      | o      |
| 7x     | p      | q      | r      | s      | t      | u      | v      | w      | x      | y      | z      | {      |        | }      | ~      | DEL    |
| 8x     | Ạ      | Ắ      | Ằ      | Ặ      | Ấ      | Ầ      | Ẩ      | Ậ      | Ẽ      | Ẹ      | Ế      | Ề      | Ể      | Ễ      | Ệ      | Ố      |
| 9x     | Ồ      | Ổ      | Ỗ      | Ộ      | Ợ      | Ớ      | Ờ      | Ở      | Ị      | Ỏ      | Ọ      | Ỉ      | Ủ      | Ũ      | Ụ      | Ỳ      |
| Ax     | Õ      | ắ      | ằ      | ặ      | ấ      | ầ      | ẩ      | ậ      | ẽ      | ẹ      | ế      | ề      | ể      | ễ      | ệ      | ố      |
| Bx     | ồ      | ổ      | ỗ      | Ỡ      | Ơ      | ộ      | ờ      | ở      | ị      | Ự      | Ứ      | Ừ      | Ử      | ơ      | ớ      | Ư      |
| Cx     | À      | Á      | Â      | Ã      | Ả      | Ă      | ẳ      | ẵ      | È      | É      | Ê      | Ẻ      | Ì      | Í      | Ĩ      | ỳ      |
| Dx     | Đ      | ứ      | Ò      | Ó      | Ô      | ạ      | ỷ      | ừ      | ử      | Ù      | Ú      | ỹ      | ỵ      | Ý      | ỡ      | ư      |
| Ex     | à      | á      | â      | ã      | ả      | ă      | ữ      | ẫ      | è      | é      | ê      | ẻ      | ì      | í      | ĩ      | ỉ      |
| Fx     | đ      | ự      | ò      | ó      | ô      | õ      | ỏ      | ọ      | ụ      | ù      | ú      | ũ      | ủ      | ý      | ợ      | Ữ      |